# Stazione di Mezzocorona
La stazione di Mezzocorona è una stazione ferroviaria della linea Verona – Innsbruck, a servizio dell'omonimo comune. Nelle immediate adiacenze sorge la stazione Mezzocorona Ferrovia, sulla linea Trento-Malé-Mezzana.

## Storia
La costruzione della stazione fu inserita nell'appalto assegnato ad Antonio Talacchini della tratta Trento-San Michelle della ferrovia del Brennero, il cui progetto redatto da Luigi Negrelli fu approvato il 1º luglio 1853. L'apertura dell'impianto, gestito dalla Südbahn, avvenne in concomitanza con quella dell'intera Trento-Bolzano, avvenuta il 16 maggio 1859.
Come originario nome della stazione, che in occasione dell'apertura era denominata "stazione del Noce" in una pubblicazione ufficiale, fu scelto quello di San Michele, dall'omonima località di San Michele all'Adige che dista pochi chilometri in linea d'aria dal centro di Mezzocorona, per evitare la controversia che opponeva la denominazione Mezzolombardo a quella di Mezzotedesco; quest'ultima località assunse in seguito, nel 1902 il nome di Mezocorona (o Mezzacorona), e nel 1924 quello di Mezzocorona, con conseguente cambio di nome dell'impianto.
Dal 1906 fino al 1964 dalla radice nord dell'impianto si diramava la ferrovia Mezzocorona-Mezzolombardo, il cui segmento iniziale fu in seguito utilizzato quale raccordo merci.
Nel 1918, con il passaggio di parte del Tirolo all'Italia, la gestione dell'impianto venne affidata alle Ferrovie dello Stato.
Nel corso della seconda guerra mondiale il fabbricato viaggiatori risultò semidistrutto dai bombardamenti, subendo successivamente la ricostruzione.

## Strutture e impianti
In virtù della posizione che la portava a servire altresì le valli di Non e di Sole, fin dall'origine la stazione comprese un magazzino merci. Anche il traffico viaggiatori si dimostrò sin dall'origine sostenuto, registrando 90.000 viaggiatori in partenza nel 1909.
I binari di stazione furono elettrificati con il sistema a corrente alternata trifase nel 1935, convertita poi nel sistema a corrente continua nel 1952.

## Curiosità
La stazione è l'ultima (andando verso Bolzano) o la prima (andando verso Verona) situata nel territorio della provincia di Trento, in quanto la stazione successiva/precedente è quella di Ora situata nella provincia di Bolzano.